# Annakapelle (Kössen)

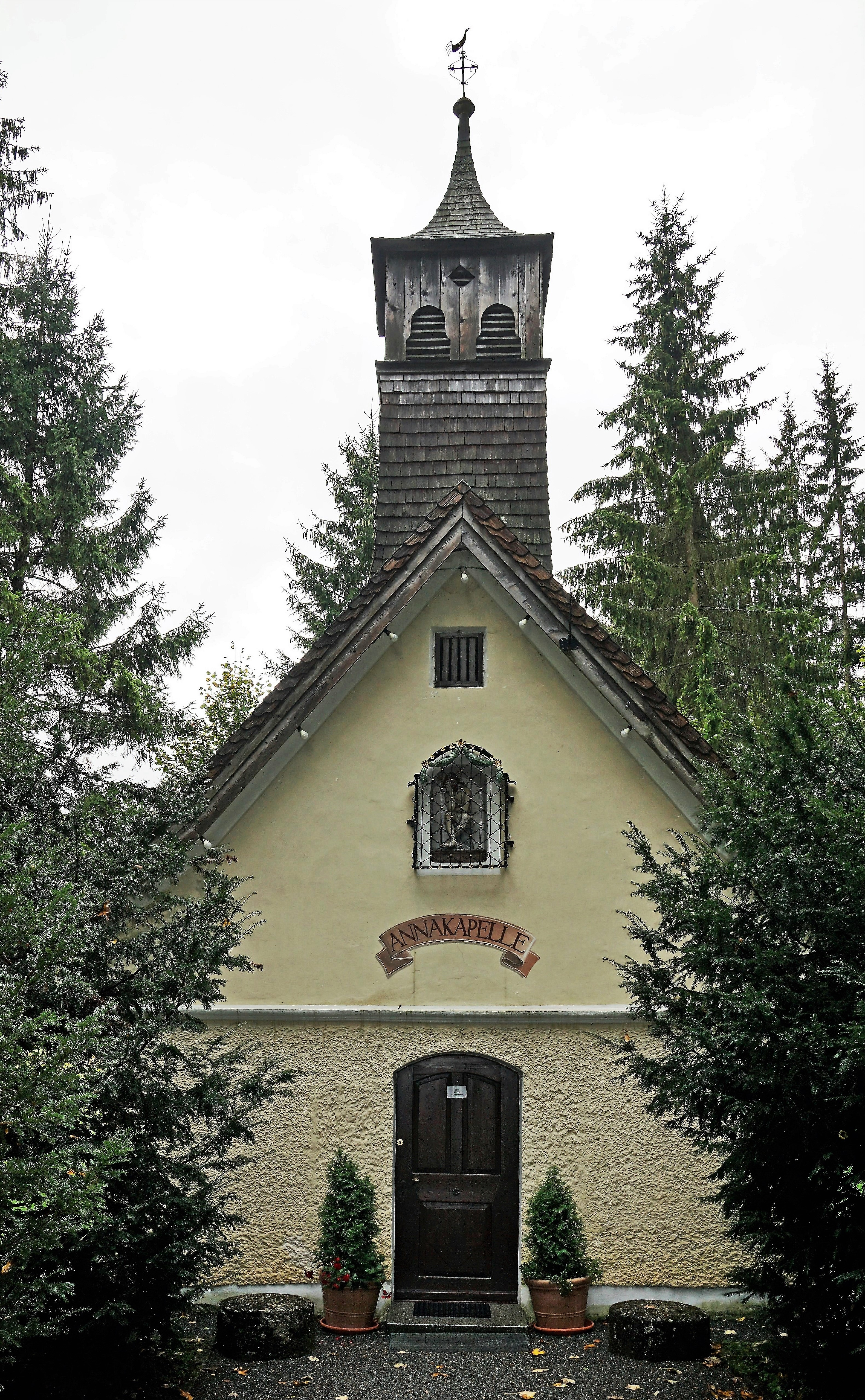
Die Annakapelle

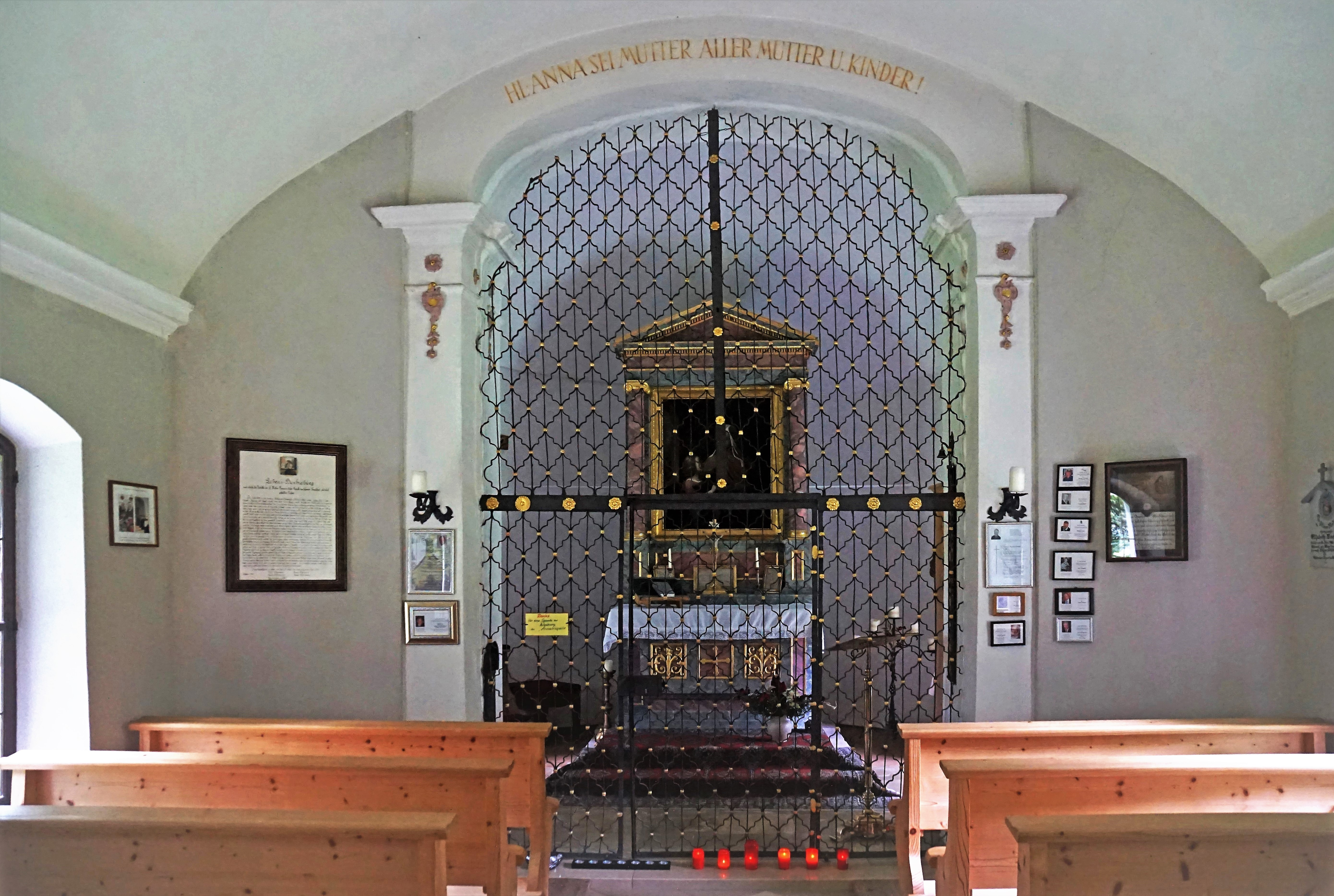
Innenansicht

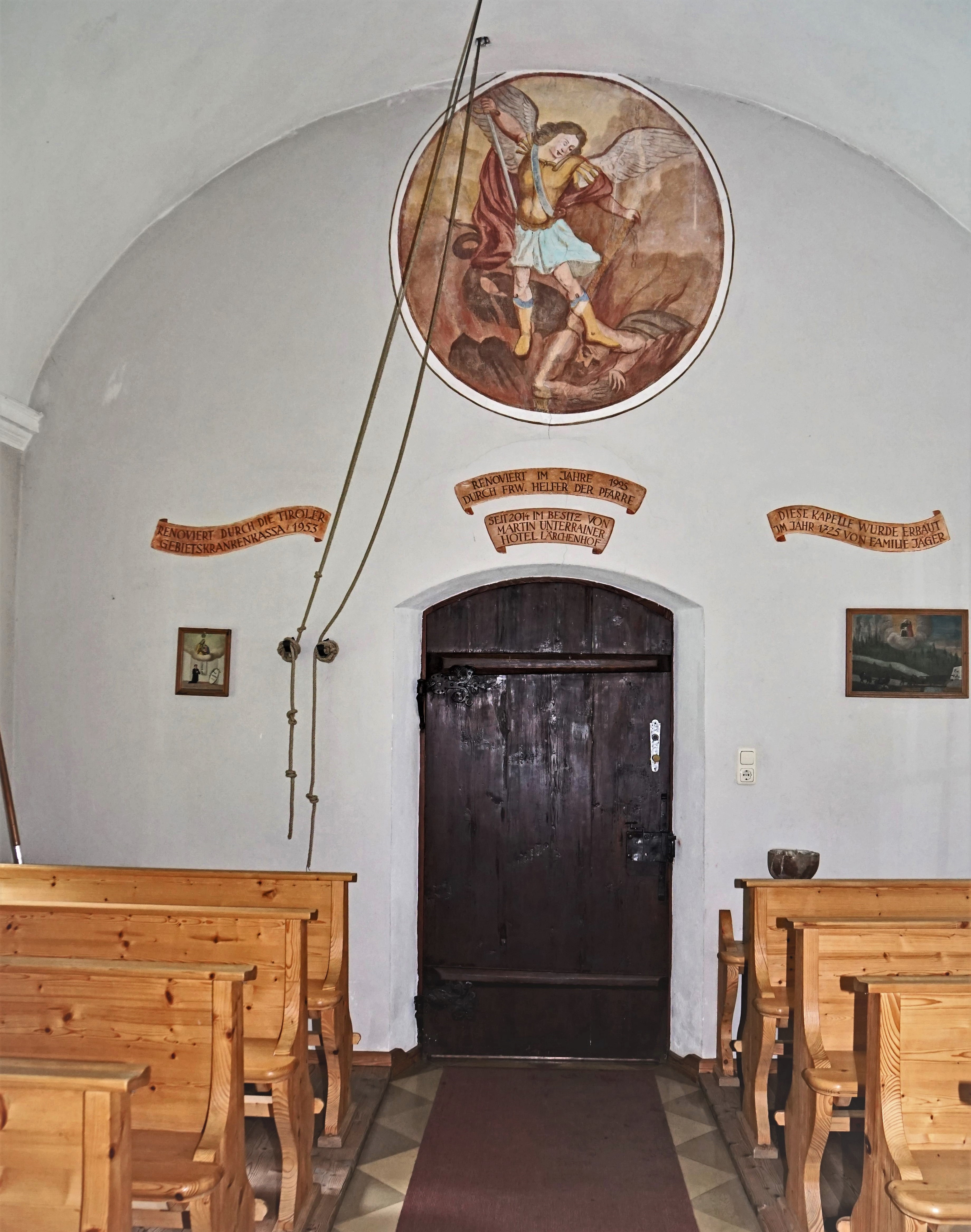
Innenansicht gegen den Eingang mit Wandgemälde des Erzengels Michael und Inschriften zur Geschichte der Kapelle

Die Annakapelle in der Tiroler Gemeinde Kössen ist eine römisch-katholische Kapelle an der Straße Außerkapellen außerhalb des Ortes. Sie steht gemäß § 2a des Denkmalschutzgesetzes unter Denkmalschutz (Listeneintrag). Die Kapelle ist der hl. Anna geweiht. Sie befindet sich in Privatbesitz.

## Geschichte
1725 wurde die Kapelle durch die Familie Jäger erbaut, 1953 und 1995 erfolgten Renovierungen. In neuerer Zeit war die Kapelle Eigentum der Familie Bradaczek (1940 – 1952), dann der Tiroler Gebietskrankenkasse (1952 – 2014). Seither ist Martin Unterrainer Eigentümer. Ein Bild in der Kapelle erinnert an einen Besuch von Kardinal Ratzinger (dem späteren Papst Benedikt XVI.) 1996 in der Annakapelle.

## Bauwerk
Es handelt sich um einen zweijochigen Barockbau mit Dachreiter, Flachtonne und Rundapsis. Das Dach ist schindelgedeckt. Der Dachreiter ist mit Schindeln gedeckt und verkleidet. Die Spitze wird von einer Turmkugel mit Kreuz und Wetterhahn bekrönt. In der Westfassade befindet sich über dem Eingang eine vergitterte Nische mit der Schnitzfigur eines Christus in der Rast aus der ersten Hälfte des 18. Jahrhunderts. Das Deckengemälde (signiert R. Wörle) im Innern zeigt die heilige Anna und die Schmerzensmutter umgeben von zwei Engeln. In der Wand der Apsis ist ein Gedenkstein für Theodor Bradaczek aus der vormaligen Eigentümerfamilie zu sehen.

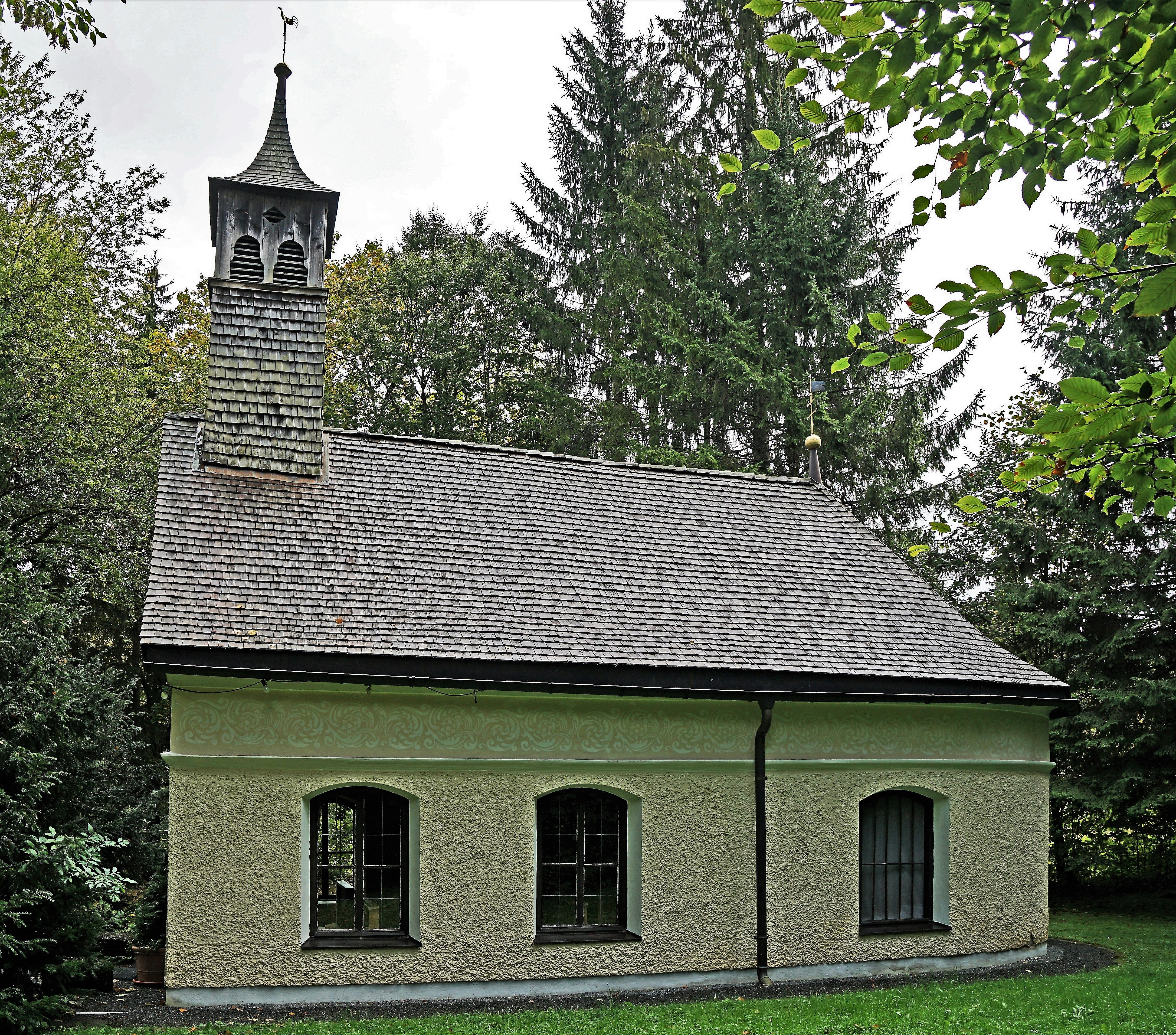
Südansicht
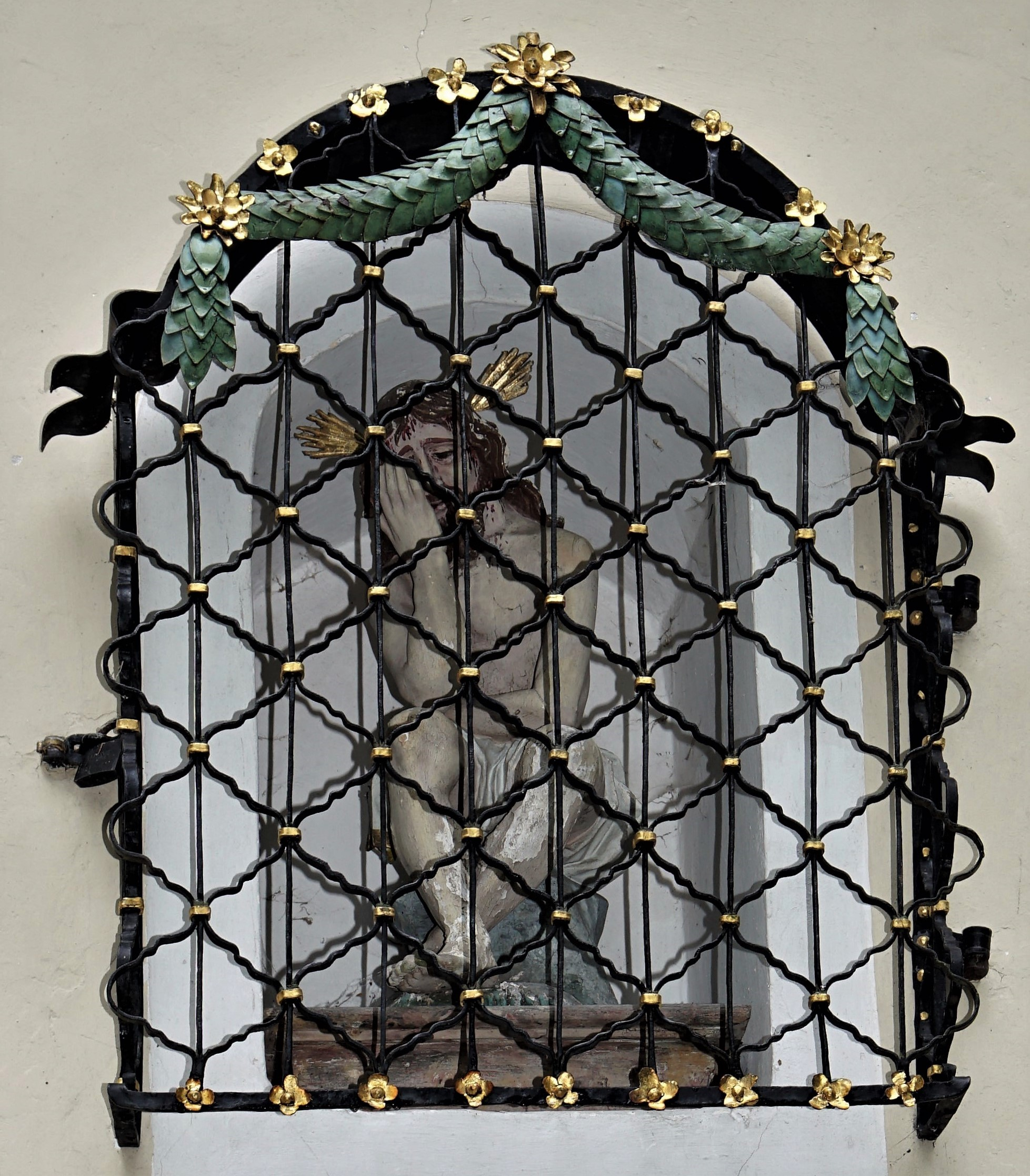
Christus in der Rast über dem Eingang
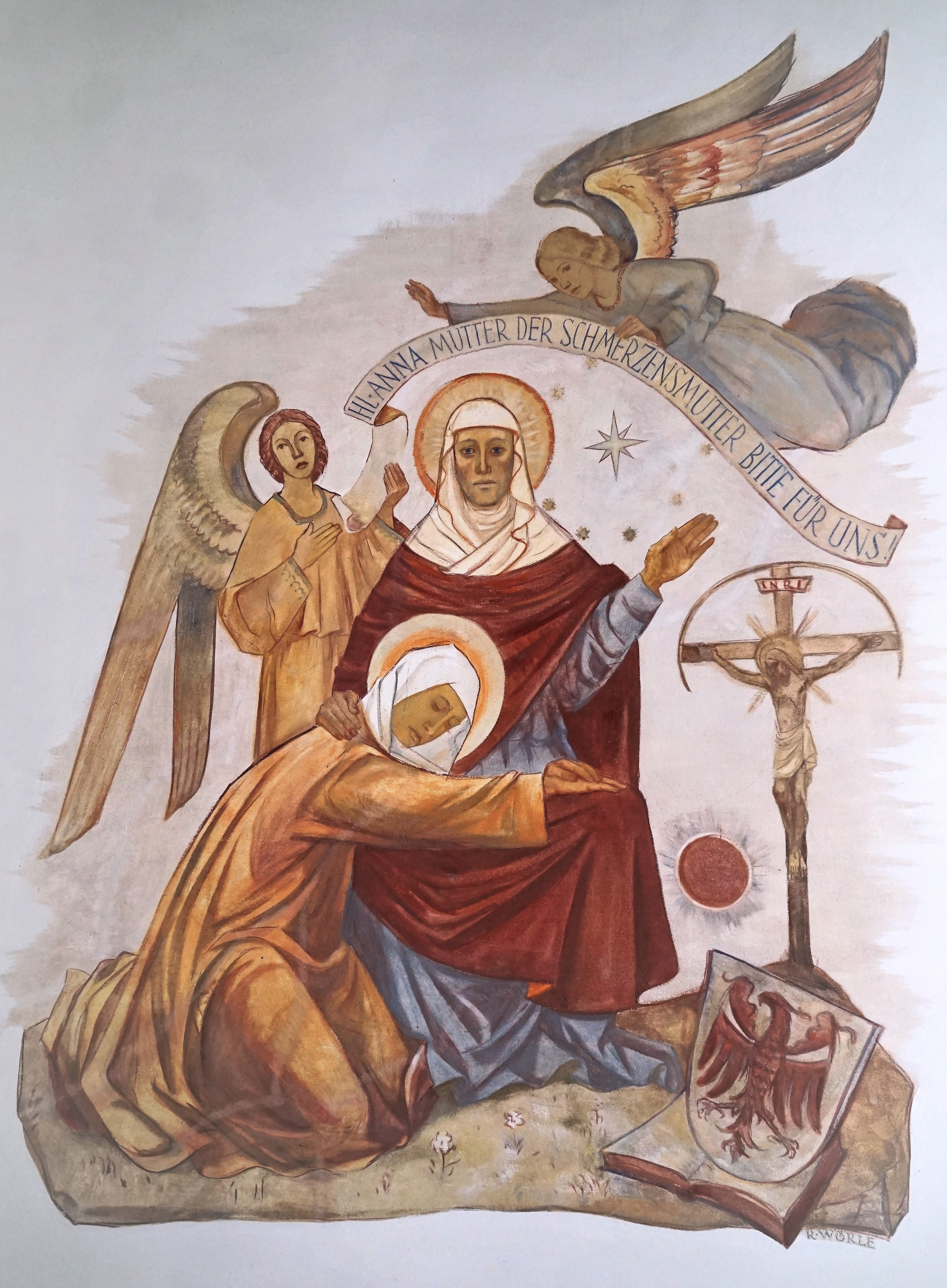
Deckengemälde
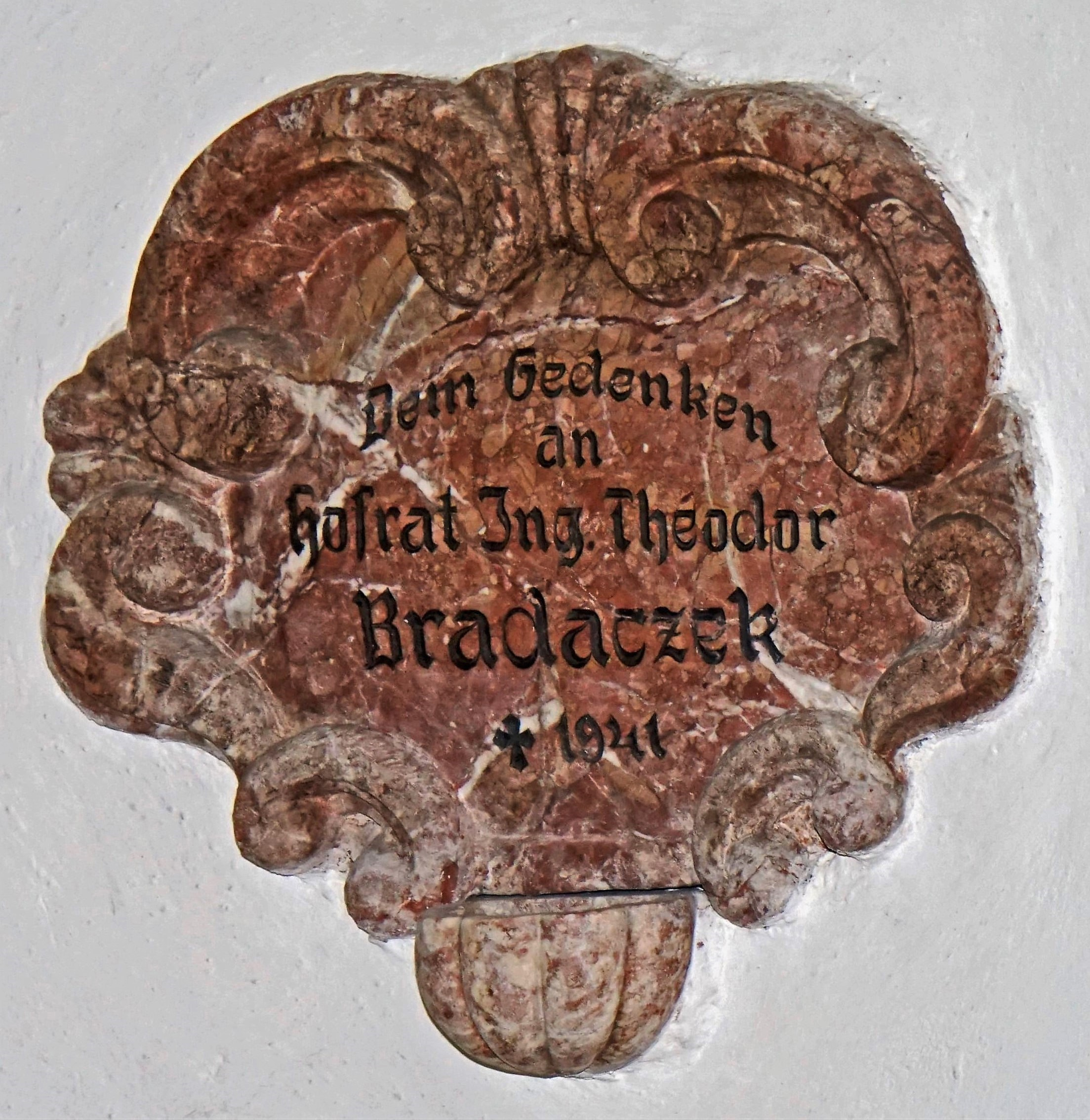
Gedenkstein für Th. Bradaczek

## Einrichtung
Das Bild des klassizistischen zweisäuligen Ädikula-Altars zeigt die hl. Anna mit dem Kind Maria. Ein volkstümliches Kruzifix im Altarraum und der hl. Anna gewidmete Votivbilder gehören zur weiteren Einrichtung.

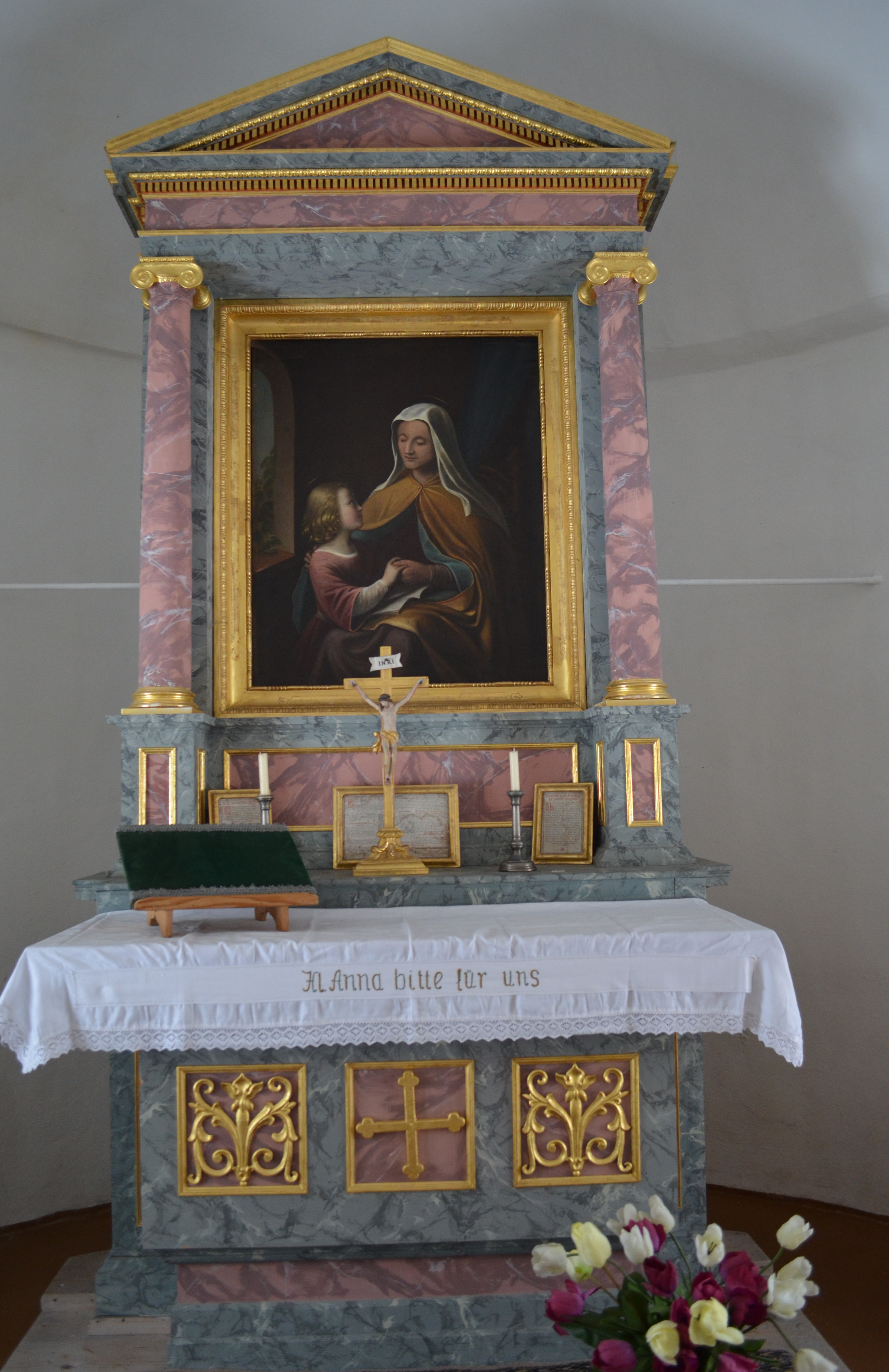
Altar
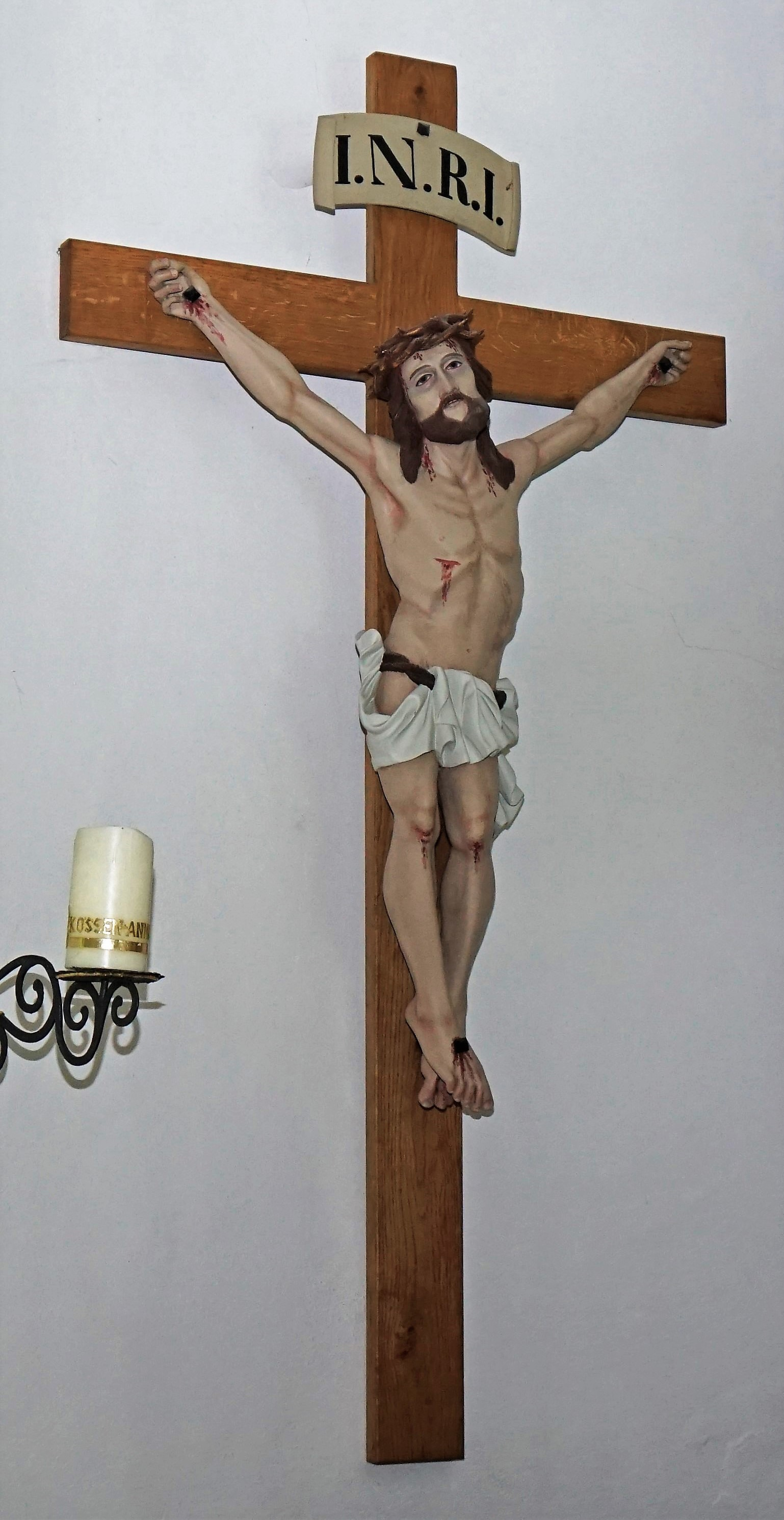
Kruzifix
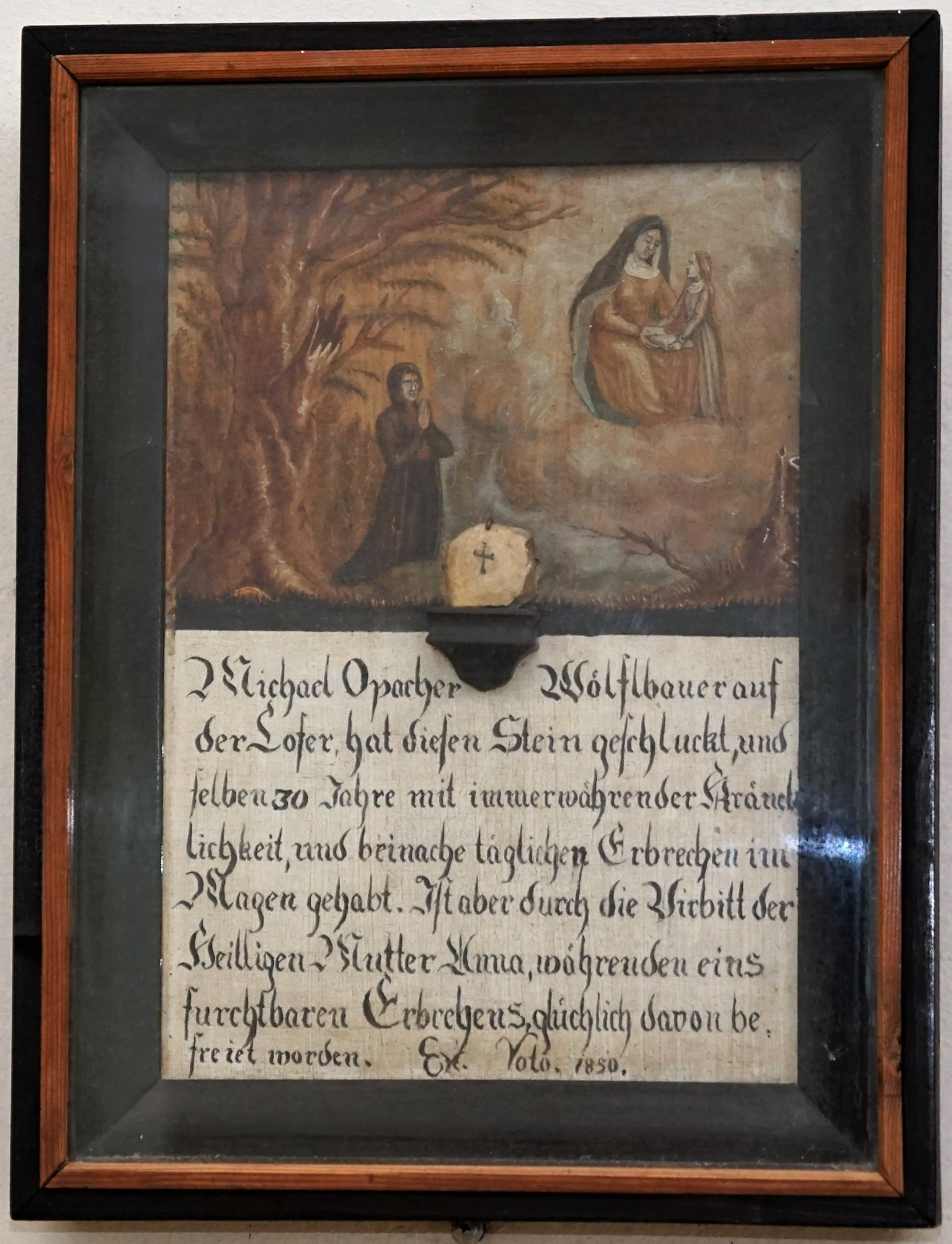
Votivbild
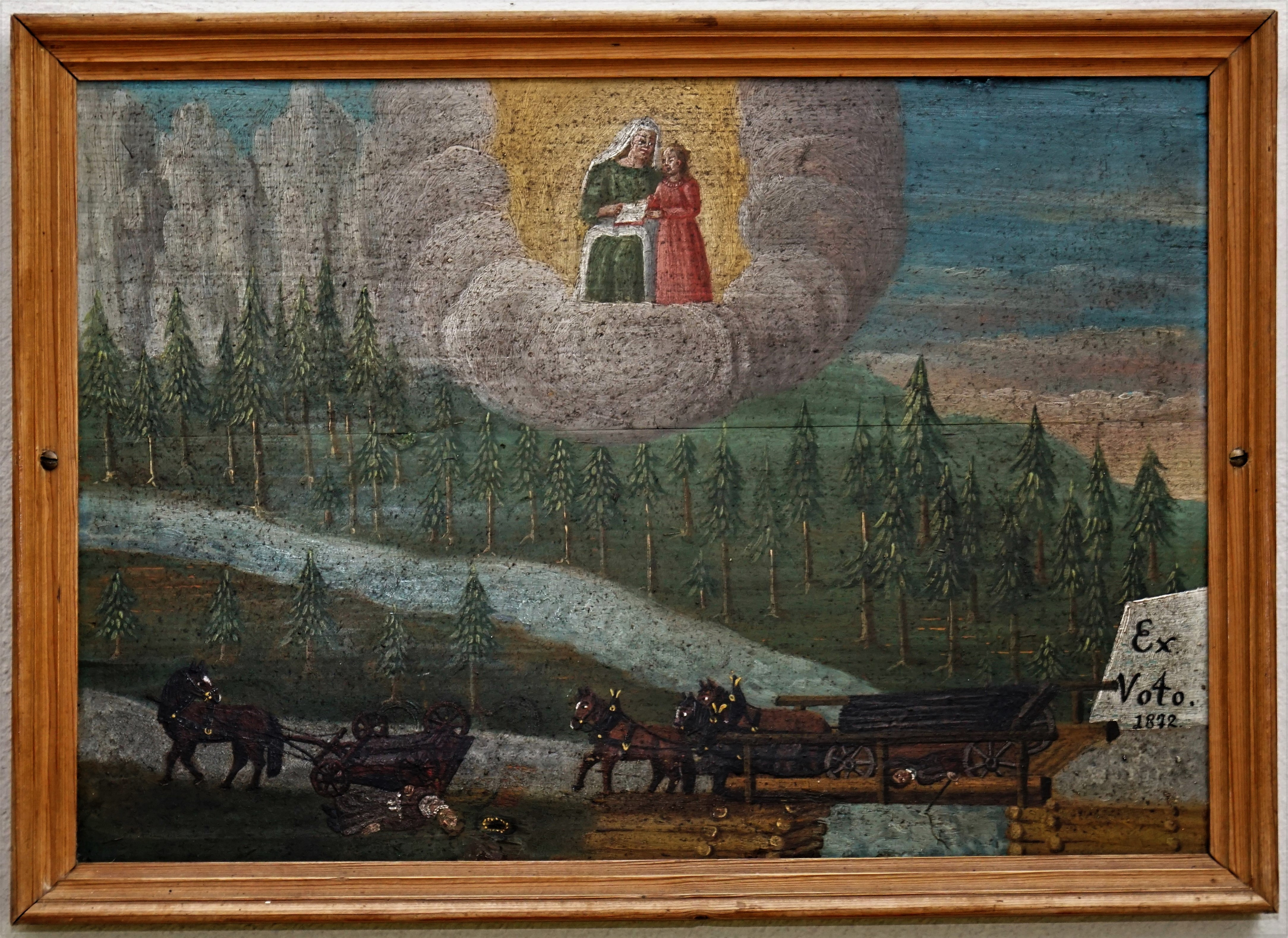
Votivbild